# Вітакура

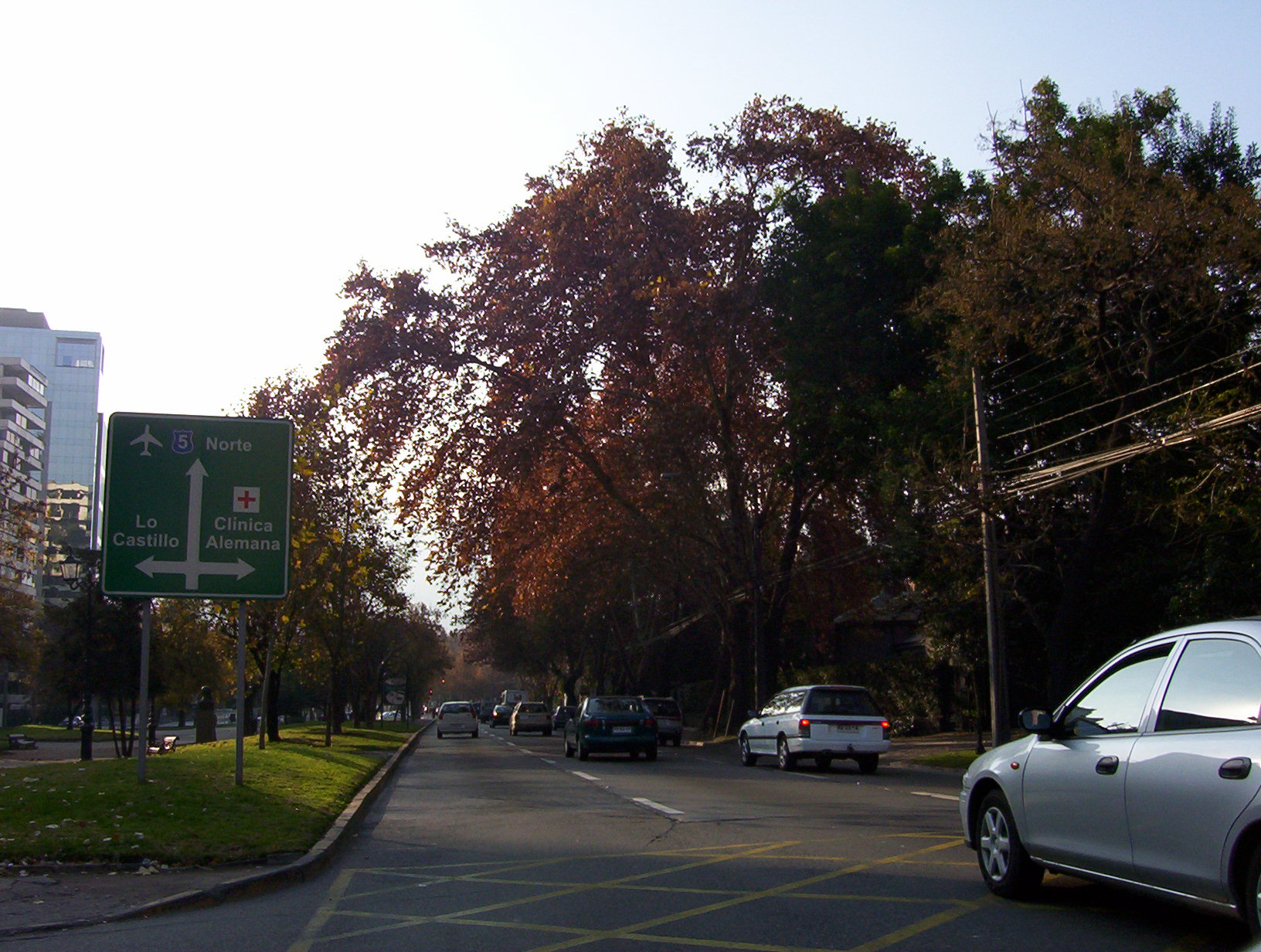
Проспект Америко Веспусіо

Вітакура (ісп. Vitacura) — комуна в Чилі. Одна з міських комун міста Сантьяго. Входить до складу провінції Сантьяго і Столичного регіону.
Територія — 28,3 км². Чисельність населення — 85 384 мешканців (2017). Щільність населення — 3017,1 чол./км².

## Розташування
Комуна розташована на північному сході міста Сантьяго.
Комуна межує:
- на північному сході — з комуною Ло-Барнечеа
- на південному сході — з комуною Лас-Кондес
- на південному заході — з комуною Провіденсія
- на заході — з комунами Уечураба, Реколета